# Wiesbach (Pfalz)
Wiesbach település Németországban, Rajna-vidék-Pfalz tartományban. Lakosainak száma 479 fő (2023. december 31.).

## Népesség
A település népességének változása:
| Lakosok száma | 520  | 512  | 510  | 506  | 498  | 506  | 479  |
|               | 1975 | 2015 | 2017 | 2019 | 2021 | 2022 | 2023 |